# Koza włoska
Koza włoska, koza wenecka, kózka bergatino (Sabanejewia larvata) – gatunek słodkowodnej ryby karpiokształtnej z rodziny piskorzowatych (Cobitidae).

## Występowanie
Północne Włochy.

## Opis
Osiąga maksymalnie 9 cm długości. Ubarwienie brązowoczerwone, wzdłuż boków 8–10 nieregularnych, ciemnych plam.